# Convento dei Cappuccini (Ragusa)
Il convento dei Cappuccini, con l'annessa chiesa della Sacra Famiglia, è un complesso religioso situato a Ragusa.

## Storia
La fondazione del convento risale al 1905. L'edificio sorse in una zona di espansione della città, accanto alla preesistente chiesa della Sacra Famiglia, i cui lavori di costruzione erano iniziati nel 1898, ma che non furono completati per mancanza di fondi.
I frati abitarono la struttura fino al 1951, quando fecero ritorno nel convento di San Francesco di Paola, in precedenza lasciato a motivo della soppressione (1866), destinato, dal demanio, per usi civici.
Tuttavia, i frati non smisero di officiare nella chiesa della Sacra Famiglia, che nell'agosto 1960 venne eretta parrocchia. In questa occasione la chiesa fu ultimata, il convento ampliato e vi si stabilì nuovamente una comunità di frati.
A partire dal 1978 il convento è stato scelto in più occasioni quale luogo di formazione (casa di postulato, di postnoviziato e studentato provinciale e interprovinciale).

## Descrizione
Il complesso conventuale, in origine isolato, si trova oggi immerso nel centro urbano di Ragusa.
La chiesa, a navata unica, possiede sette altari: l'altare maggiore e tre altari minori per ogni lato della navata.
Nella parete dell'abside domina un grande bassorilievo ligneo, raffigurante la Sacra Famiglia, di V. Messner (Ortisei 1971), che ha preso il posto del settecentesco quadro della Sacra Famiglia, attribuito all'opera di un allievo di Giovanni da Verrazzano.
Di particolare pregio la custodia lignea (XVII-XVIII sec.), opera di frati ebanisti cappuccini.
Negli anni '80-'90 la chiesa è stata adornata con graziose vetrate istoriate, raffiguranti soggetti francescani e santi cappuccini.